# Germán Guassone
Germán Guassone, né le 12 février 1877 à Buenos Aires et mort le 25 septembre 1952 dans la même ville, était un président de club et un arbitre argentin de football.

## Biographie
Il est président du club argentin de Club Atlético Platense de 1908 à 1913.
Arbitre international de football de 1912 à 1921, il officie notamment pendant la Copa América 1917 durant laquelle il arbitre 2 matches.

## Carrière
Il officie dans une compétition majeure:
- Copa América 1917 (2 matchs)